# 劉徽
劉 徽（りゅう き、拼音: Liú Huī、生没年不詳）は、三国時代の魏から晋に掛けての数学者。前漢の宗室である梁敬王劉定国（梁孝王劉武の玄孫）の孫の甾郷侯劉逢喜（甾郷釐侯劉就の子）の末裔にあたると伝わり、後漢の劉梁とその孫の劉楨は同族にあたる。青州斉国般陽県（現在の山東省淄博市淄川区）の人。本貫は青州済南郡甾郷侯国（現在の山東省浜州市鄒平市）。若いころに洛陽を訪れ、日光の影の測定に参加したと思われる。南北朝時代の祖沖之と共に、古代中国の最も偉大な数学者の1人に数えられる。

## 数学における業績

### 『九章算術』の注釈本
263年、数学問題とその解法をまとめた有名な書『九章算術』の注釈本を著した。
劉徽は、平方根を具体的に計算せずに近似よりも正確な解を求めた最初の数学者の1人である。劉徽は数学的解を（度量衡の単位を使い）十進の分数で表した。後の楊輝（1238年 - 1298年）は、完全な十進表現で数学的解を表している。
劉徽は注釈本の中で、ギリシアのピュタゴラス（紀元前580年 - 紀元前500年）のピタゴラスの定理と全く同じことを記述している。その定理を表した図について劉徽は、「この図は斜辺とその他の2辺の合計と差分の関係を表したもので、3辺のうち2辺が既知であれば、残る1辺を求めることができる」と記している。平面および立体図形の取り扱いについて、劉徽は経験主義的な立体幾何学に多大な貢献をしている。例えば、楔（くさび）の形状は四角錐と三角錐に分けられることを明らかにしている。さらに、底辺が台形で両面が傾斜している楔を四角錘と2つの三角錐に分割できることも示した。
『九章算術』の注釈本の中で、次のようなことを記している。
- 1章の注釈の中で、円周率の計算アルゴリズムを示している[9]。彼は192 (= 25 × 6) 辺の多角形を使い、円周率を {\displaystyle 3.141024<\pi <3.142074} と求めた[10]。アルキメデスは外接する96角形を使って {\displaystyle \pi <{\tfrac {22}{7}}} という不等式を求め、次に内接する96角形から {\displaystyle {\tfrac {223}{71}}<\pi } を求めている。このように、アルキメデスは、上限を求めるためには外接多角形、下限を求めるためには内接多角形を用いている。しかし、劉徽は円の面積を考察することによって、内接多角形のみを用いて、上限と下限の両方を求めている。劉徽の求めた不等式はアルキメデスのそれより若干正確である[10]。ただし、注釈の中で 3.142074 は大きすぎるとして、3.141024 から先頭の3桁を採用して「円周率は約3.14（徽率）」とし、{\displaystyle \pi ={\tfrac {157}{50}}} という分数形式で表した。後にもっと素早く円周率を求めるアルゴリズムを考案し、{\displaystyle \pi =3.1416} という値を得た。この値を3072角形 (= 29 × 6) を使って検算し、結果に満足した。『九章算術』自体は円周率を3として計算しているが、張衡（紀元78年 - 139年）は10の平方根を円周率の近似値としていた。
- ガウスの消去法
- カヴァリエリの原理を使い、円柱の体積を求めている[11]。

注釈本にはしばしば、ある算法が使えて他の算法が使えない理由が記してある。しかし、彼の解には間違いもあり、後に唐代の数学者李淳風が劉徽の間違いを正している。
『九章算術』には運河の建設や干拓堤防の建設に関する問題もあり、劉徽は建設に必要な資材や労働力や時間などの総量を注釈本で示している。

### 海島算経
劉徽は263年の注釈の補遺として『海島算経』(en) も著し、その中で測量関連の問題と解法を示している。この書は実用的な幾何学問題を数多く扱っており、仏塔の高さの測定法なども示されている。また、この小著の中で測量士が棒を使って距離や高さを測定する方法が概説されている。『海島算経』には以下のような例が記されている。
- 海上から島の頂上の海面からの高さを測定する方法[14]
- 丘の上の木の高さを測定する方法[14]
- 遠距離から都市の壁の大きさを測定する方法[14]
- 峡谷の深さを測定する方法[14]
- 丘の上から下の平原に立つ塔の高さを測定する方法[14]
- 離れた地点から河口の幅を測定する方法[14]
- 底まで見通せる透明な水をたたえた貯水池の深さを測定する方法[14]
- 丘の上から川幅を測定する方法[14]
- 山の上から都市の大きさを測定する方法[14]

劉徽の測量に関する情報は、同時代の人々にも広く知られていた。政治家で地図製作者だった裴秀（224年 - 271年）は、当時の製図、測量、数学について概説している。その中で裴秀は地形図上で正確に距離を求めるために格子状に位置を示す方法（直交座標系）を記している。